# Los Kjarkas

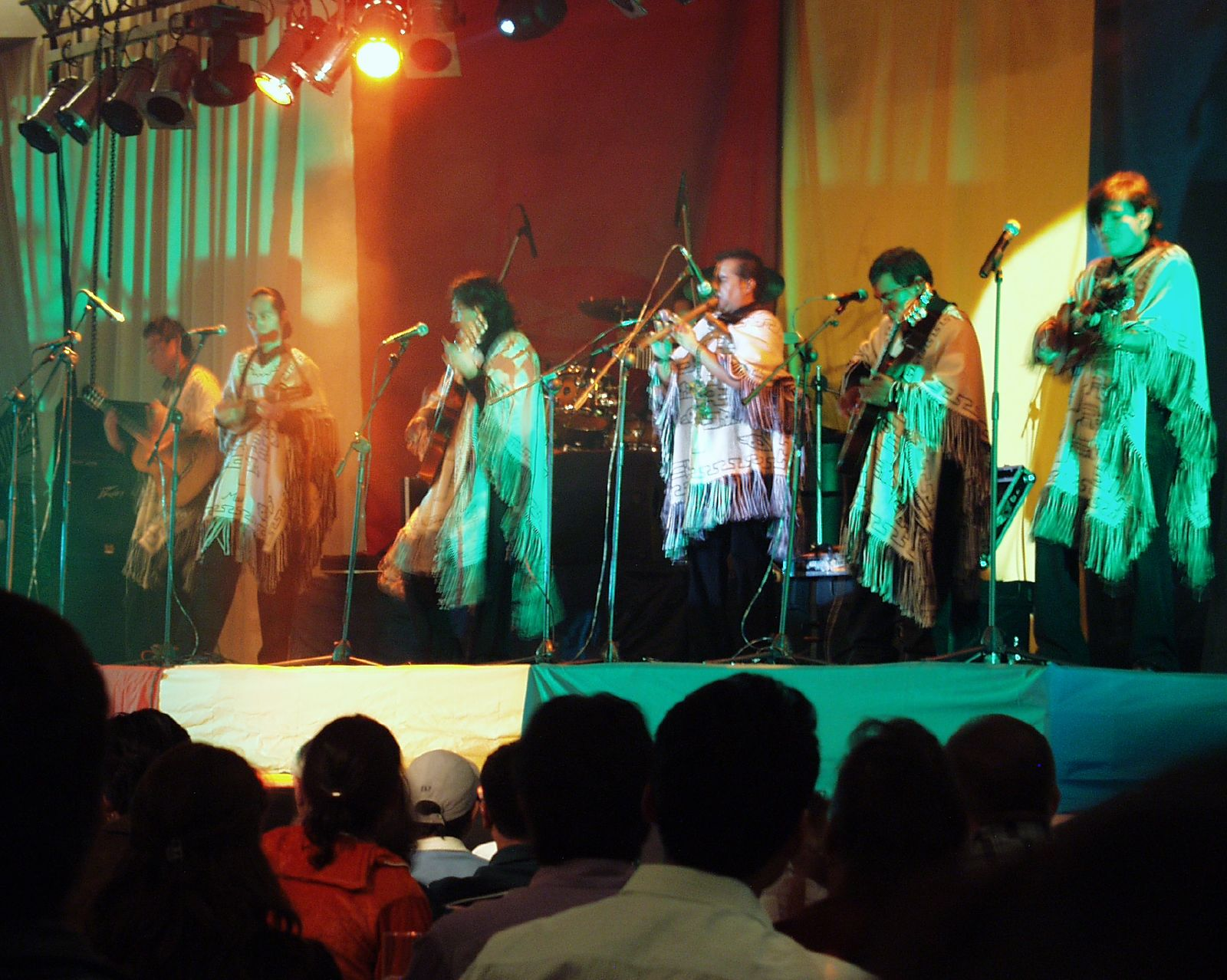
Los Kjarkas

Los Kjarkas is een Boliviaanse popgroep, een van de populairste Andesgroepen uit de geschiedenis van de Andes. Hun muziek werd zonder toestemming door een paar Franse producenten vertaald, wat resulteerde in de grootste hit voor de band Kaoma: Lambada.
Kjarkas richtte twee scholen op en concentreerde zich op de volksmuziek uit de Andes: de muziekscholen van Kjarkas (Lima, Peru) en La Fundacion Kjarkas (Ecuador). De groep toerde door Japan, Europa en Scandinavië, de Verenigde Staten en Zuid-Amerika.
De leider van de band was zanger, gitarist en songwriter Gonzalo Hermosa González. Hij richtte de band op, samen met zijn broers Élmer Hermosa González en Ulises Hermosa González. Gastón Guardia Bilboa en Ramiro de la Zerda vervolledigden de groep. De la Zerda verliet later de groep. Ulises Hermosa stierf aan kanker. Zij werden vervangen door Eduardo Yáñez Loayza, Rolando Malpartida Porcel en José Luis Morales Rodríguez.